# The Man from Midian
Stefan Wolpe componeerde The Man from Midian in januari en februari 1942.

## Geschiedenis
De danser en choreograaf Eugene Loring heeft Wolpe gesponsord een werk te schrijven voor een van zijn balletten; het werd The Man from Midian. De première werd gegeven in het Nationaal Theater in New York in april; het werd daarbij in één programma gezet met Billy the Kid van Aaron Copland. De compositie is geschreven voor twee pianisten. In 1951 volgde een orkestratie van deel 1, voor orkest; première van deze First Suite of The Man from Midian werd gegeven met het New York Philharmonic onder leiding van Dimitri Mitropoulos.

## Compositie
Het werk is eigenlijk een Thema met variaties; alleen zijn er hier twee hoofdthema's; gespeeld in de Overture en Serfdom lamentation. De titels van de delen geven het leven weer van Mozes:
Deel 1
1. Overture;
2. Serfdom lamentation (slavendom);
3. Mother concieves child;
4. Pharaoh's daughter bathes in the Nile; finds the baby;
5. Procession;
6. Pet of the court - political intrigue;
7. Moses amongst the workers;
8. Moses buries the taskmaster in the sand 
Deel 2:
9. Conversation with God;
10. Moses meets Aaron; Command of Moses for the waters;
11. March through the Red Sea;
12. Restlessness;
13. Aaron's desperation;
14. Joshua's Pleeding;
15. Bacchanal;
16. Return of Moses; breaking tablets; Moses falls in the arms of Joshua;
17. Moses walks among the people; commands some to be killed;
18. Gathering of people.

De compositie duurt ongeveer een half uur. 